# Las Bellostas
Las Bellostas (arag. As Bellostas) – miejscowość w Hiszpanii, w Aragonii, w prowincji Huesca, w comarce Sobrarbe, w gminie Aínsa-Sobrarbe.
Według danych INE z 2005 roku miejscowość zamieszkiwało 10 osób. Wysokość bezwzględna miejscowości jest równa 1 110 metrów. Kod pocztowy do miejscowości to 22330.